# 董天鑑
董天鑑（？—？），名德称，字平之，一说字平子，一字铭存。浙江宁波府鄞县人，明末清初学者，参与南明抗清。

## 生平
诸生，年少时负有气节。藏书楼名“天鑑书屋”。
乙酉（1645年），南明抗清的画江之役，董散尽家财输饷抗清，监国鲁王授户部主事。董担忧时局，没有受任。抗清失败后，隐居山寨、舟山海岛，时通消息。晚年有目疾，但仍终日手钞书不倦。做诗感慨身世，世人称其忠孝。

## 纪念
去世后大儒萬斯同作《董天鑑先生傳》，今文已佚，李文胤亦作《董天鑑先生傳》纪念之。南明首辅张煌言作挽诗。大儒黄宗羲作《前乡进士董天鉴墓志铭》。

## 家族
父董应圭，邓州同知。
与族兄董守谕齐名，世称董守谕「北董」，而董天鉴为「南董」。
妻范氏，天一阁兵部右侍郎范钦之曾孙女、范光文之姊。